# Калбарри (аэропорт)
 Калбарри  — аэропорт, расположенный в Калбарри, Западная Австралия. Был открыт 22 сентября 2001 года. Аэропорт находится в совместном управлении графствами Гриноух и Нортгемптон. Общая стоимость строительства составляла $ 1,7 миллиона. Аэропорт находится в 10 километрах от центра города.
Калбарри находится на высоте в 157 метров над уровнем моря.